# Allison Williams
Allison Howell Williams (New Canaan, 13 april 1988) is een Amerikaans actrice, cabaretière en zangeres. Ze speelde onder meer Marnie Michaels in de HBO-serie Girls. Williams is de dochter van NBC-presentator Brian Williams.

## Biografie

### Jeugd
Williams is geboren en opgegroeid in New Canaan, Connecticut. Ze studeerde af aan Yale University in 2010. Op Yale was ze onderdeel van de comedygroep Just Add Water en de YouTube-serie College Musical.

### Carrière
In 2010 maakte Williams een mash-up van de liedjes Nature Boy en A Beautiful Mine op YouTube. Deze video was een hit en bracht Judd Apatow op het idee om Williams te casten voor de serie Girls. De première van Girls was op 15 april 2012. 
Williams schreef een aantal Funny or Die-sketches, waarin ze Kate Middleton speelde samen met Oliver Jackson-Cohen als Prins William. Ook had ze een kleine rol als Danielle in een aflevering ("The Guest Bong") van het derde seizoen van The League. Verder heeft ze ook een terugkerende rol als Cheryl in de serie Jake and Amir van CollegeHumor. In december 2014 kreeg ze de hoofdrol in de livetelevisiemusical Peter Pan Live!. In november 2016 was Williams te zien in Past Forward, een korte film die gemaakt is door David O. Russell in samenwerking met Prada.

### Privéleven
In 2011 begon Williams met het daten van Ricky Van Veen, een van de oprichters van CollegeHumor. In 2014 werd hun verloving aangekondigd. Ze trouwden op 19 september 2015 tijdens een privéceremonie op de Brush Creek Range in Saragota, Wyoming. Tom Hanks voltrok het huwelijk. Op 27 juni 2019 gaven Van Veen en Williams een gezamenlijke verklaring van hun scheiding.
Eind 2019 begon Williams te daten met de Duitse acteur Alexander Dreymon. De twee leerden elkaar kennen tijdens het filmen van Horizon Line. Sinds eind 2021 hebben ze een zoon, Arlo.

## Filmografie
- Bibsys: 8040857
- Biblioteca Nacional de España: XX5404062
- Bibliothèque nationale de France: cb16678788k (data)
- Gemeinsame Normdatei: 1048758435
- International Standard Name Identifier: 0000 0004 0192 3931
- Library of Congress Control Number: no2013011071
- MusicBrainz: 98abfffe-2966-4aea-95a8-90fb9e3696a1
- Nationale Bibliotheek van Tsjechië: mzk20201068375
- Nationale Bibliotheek van Israël: 987007592251205171
- Nederlandse Thesaurus van Auteursnamen: 387596127
- Système universitaire de documentation: 172656834
- Virtual International Authority File: 296942785
- WorldCat: E39PBJxWMrxvYGCWMtWpwRjV4q